# 天使薇拉卓克
《天使薇拉卓克》（英語：Vera Drake）是一部2005年的英國劇情片，由麥克·李執導，伊美黛·史道頓等主演。電影以1950年代，墮胎仍是犯法的英國為背景，描述一名工人階級的倫敦女士幫助其他女性墮胎的故事。

## 劇情
五十年代的英國，戰後的城市陷入一片困境：可惡的天氣、烤焦的食物、彌漫的砲灰、戰後經濟危機、等級分化。但維拉·德雷克卻過著相對安逸舒適的生活，她與丈夫斯坦和一對長大成人的子女生活在平民公寓裡，家庭雖並不富裕，但生活還過得去。維拉是個清潔工人，斯坦在他兄弟的汽車修理廠做技工，女兒埃塞爾在一家電燈泡廠工作，兒子西德在學裁縫。德里克一家擁有錢所買不到的東西：真誠、幸福、和睦。
維拉總是助人為樂，她經常探望生病的鄰居，照顧年邁的長者，還因為雷吉生活無規律而經常邀請他到家裡吃晚飯。但是她有一份秘密工作從未向家里人透露過，那就是為未婚先孕的女子墮胎，這在當時的英國是違法的。維拉的手術室是她最好的朋友莉莉提供的，莉莉私底下非法盜賣糖和茶，這些物品在戰後的英國非常搶手。維拉的病人，各個年齡段都有，但她們的共同特點是生活在中下層，並都受過感情或是肉體的折磨，維拉從不收取任何費用，她只是想幫助這些受困的女子。
家人仍像以往那樣快樂，雷吉成為維拉家中的一員，並和埃塞爾訂了婚。一次偶然，維拉曾經幫助過的一個病人生病進了醫院，她不得不在警察的詢問下說出了維拉的名字。當全家人都在慶祝雷吉和埃塞爾的婚禮，斯坦打開門，卻迎來了警察。維拉承認了一切，並從廚櫃裡取出了墮胎用的工具包。維拉被帶入警車，斯坦在雪地裡光著腳追出來，身後是兒子、女兒及未來的女婿。維拉向警方解釋，她之所以這麼做，只是想幫助那些無助的女子，但是警方說出的事情卻讓她有口難辯，原來她的好友莉莉在私下向病人收取費用，沒有任何一個她救助過的病人肯出庭為她作證，維拉罪名成立，被判服刑兩年半。

## 角色
- Imelda Staunton - Vera Drake
- Phil Davis - Stanley Drake，维拉老公
- Daniel Mays - Sid Drake
- Alex Kelly - Ethel Drake
- 埃迪·馬森 - Reg
- Adrian Scarborough - Frank Drake
- Heather Craney - Joyce Drake
- 莎莉·霍金斯 - Susan Wells
- Ruth Sheen - Lily Clark
- Lesley Sharp - Jessie Barnes
- Liz White - Pamela Barnes
- Peter Wight - 警察 Webster
- Martin Savage -  警察 Vickers
- Helen Coker - WPC Best
- 吉姆·布洛班特 - 法官

## 奖项
註：粗體字為獲獎
威尼斯影展
- 金獅獎
- 最佳女演员

英國電影和電視藝術學院
- 最佳導演
- 最佳女主角
- 最佳服裝設計（Jacqueline Durran）

奥斯卡金像奖
- 提名-最佳导演
- 提名-最佳女主角
- 提名-最佳原创剧本

欧洲电影奖
- 最佳女主角
- 提名-最佳电影

金球奖
- 提名-最佳剧情类女主角

## 外部連結
- Official site （页面存档备份，存于）
- 互联网电影数据库（IMDb）上《天使薇拉卓克》的资料（英文）
- 豆瓣上《维拉·德雷克》的资料 （页面存档备份，存于）